# Friesenhausen (Dipperz)
Friesenhausen ist ein Ortsteil der Gemeinde Dipperz im osthessischen Landkreis Fulda.

## Geographische Lage
Friesenhausen liegt 3 km südöstlich des Kernorts Dipperz an der B 458 im Naturpark Hessische Rhön. Der Ort liegt am Oberlauf der Wanne, einem rechten Zufluss der Haune.

## Geschichte
Im Jahr 824 schenkte Frieso dem Kloster Fulda Land in der heutigen Gemarkung Friesenhausen. Dies ist die erste urkundliche Erwähnung, die Wurzeln dürften jedoch in einer Zeit noch deutlich davor liegen. 1517 wird neben dem Dorf auch eine gleichnamige Wüstung in den Unterlagen der Abtei Fulda erwähnt (Fuldaer Lehenrev. v. Ebersberg).
Das Dorf gehörte später zum Altkreis Fulda und hatte im Jahr 1939 234 Einwohner, 1961 waren es 306 und 1970 357 Einwohner.
Im Zuge der Gebietsreform in Hessen wurde kraft Landesgesetz am 1. August 1972 aus Friesenhausen und sieben anderen bis dahin selbstständigen Gemeinden (Armenhof, Dipperz, Dörmbach, Finkenhain, Kohlgrund, Wisselsrod und Wolferts) die neue Gemeinde Dipperz gebildet. Friesenhausen ist anerkannter Erholungsort.

## Vereine
- Kirmesgesellschaft Friesenhausen
- FC Friesenhausen
- Freiwillige Feuerwehr Friesenhausen
- Gesangverein Rhönstern Friesenhausen